# Plus - Minus
Plus - Minus je abstraktní skulptura instalovaná v městské čtvrti Žižkov v městském obvodu Praha 3. Geograficky se také nachází v geomorfologickém celku Pražská plošina.

## Historie a popis díla
Plus - Minus se nachází v areálu základní školy Chmelnice na adrese K Lučinám 2500/18. Je to abstraktní stereometrické a tvarově složité dílo z travertinu, které vytvořil sochař Ladislav Kovařík (* 1932) pravděpodobně v roce 1970. K tvorbě skulptury, která symbolizuje matematiku či matematické operátory „±“ byla použita technika sekání. Dílo spravuje Galerie hlavního města Prahy.

## Další informace
Dílo se nachází za plotem v areálu školy a v době otevření školy je přístupné.

## Galerie

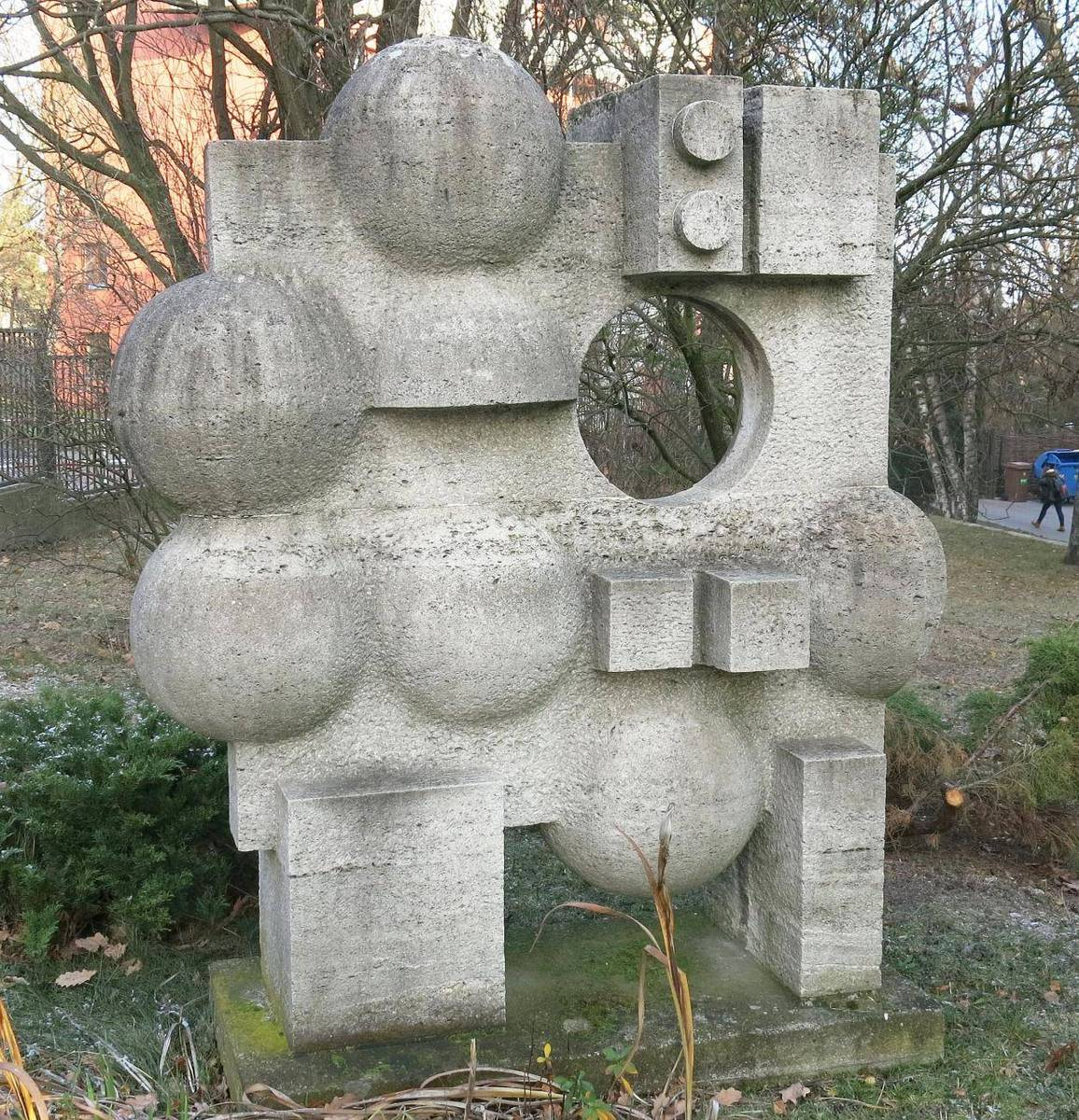
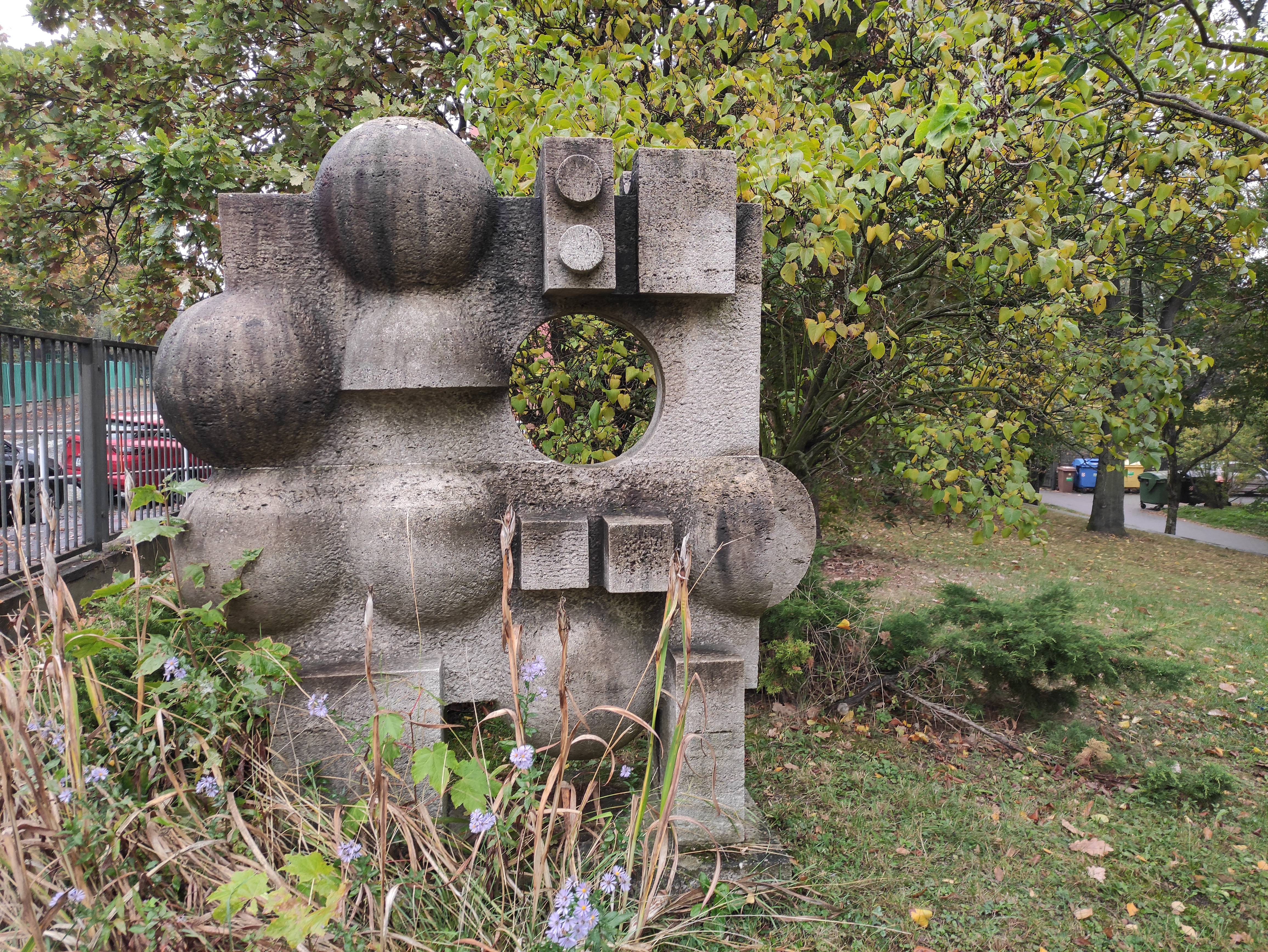
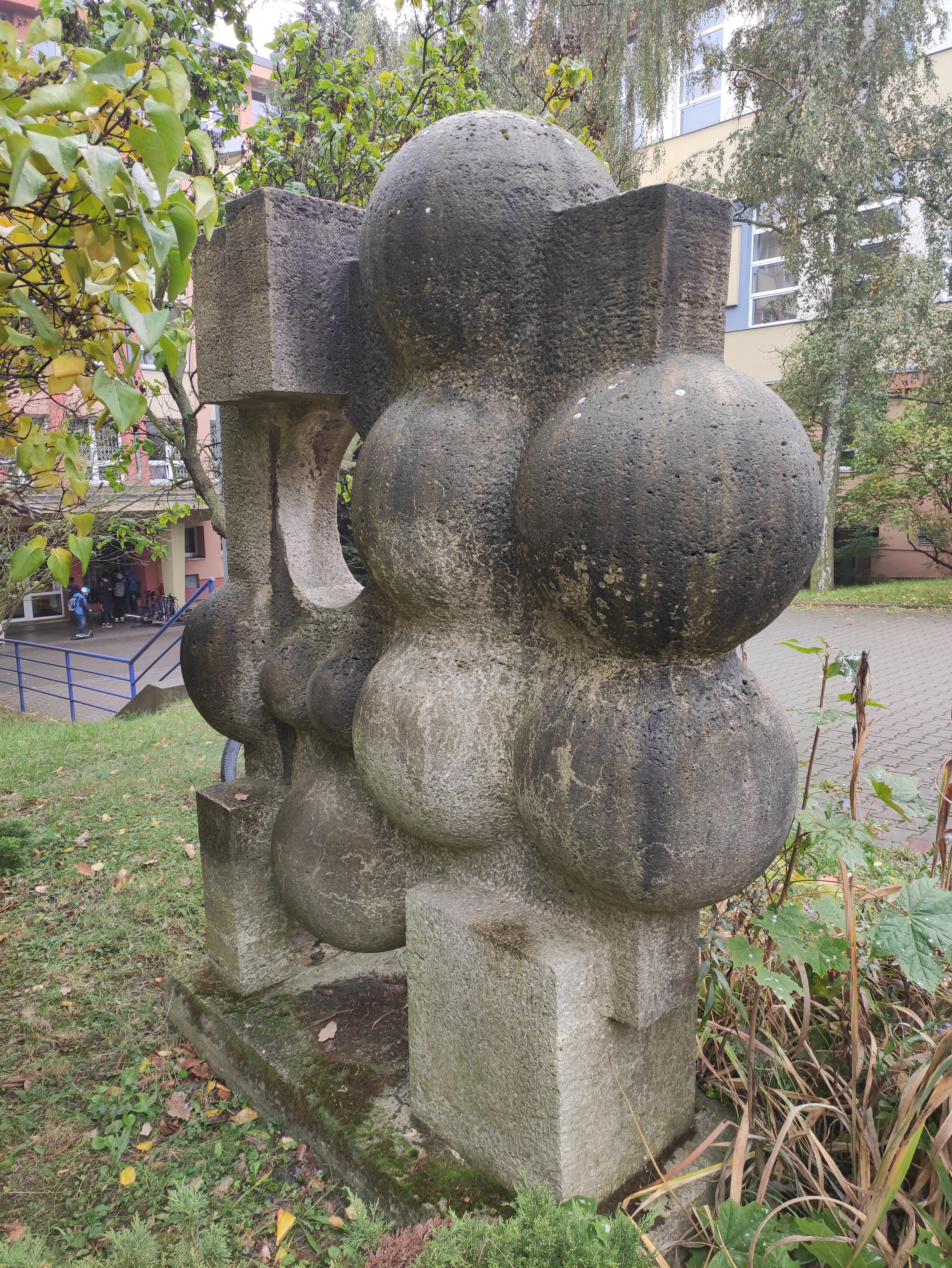
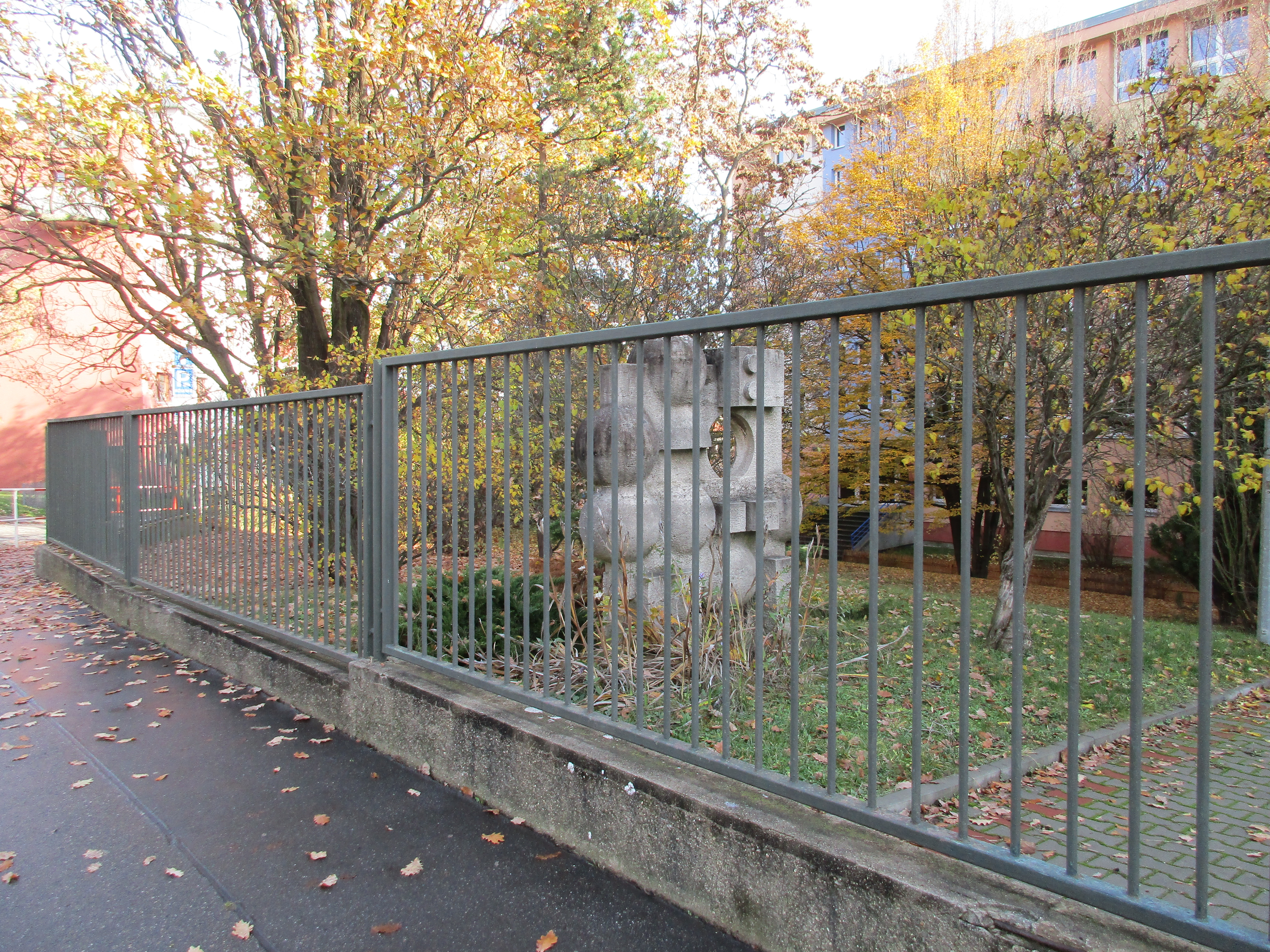
Socha umístěná za plotem školy